# 尉迟天泽
尉迟天泽，金朝末年绛州（今山西省新绛县）人。
尉迟天泽在金朝担任库官。蒙古帝国大将木华黎的弟弟带孙攻克绛州，尉迟天泽被俘，途中看见士兵死去，他流着泪收埋。带孙令他佩金符，担任云州御衣局人匠总管。其子潞州知州尉迟鼎，其孙尉遲德誠。